# خرکاس
خرکاس (به اسپانیایی: Jorcas) یک شهرستان در اسپانیا است که در استان تروئل واقع شده‌است.

## خصوصیات
خرکاس ۲۶ کیلومترمربع مساحت و ۳۹ نفر جمعیت دارد.